# Реакція Міхаеліса — Арбузова
Реакція Міхаеліса — Арбузова (англ. Michaelis — Arbuzov reaction) — перетворення естерів тривалентного фосфору в похідні п'ятивалентного фосфору з виникненням зв'язку P–E (E = C, N, O, S, Si та ін.) під дією електрофільних реагентів.
(RO)2POR + R–Hal → [(RO)2PR(OR)]+Hal– → (RO)2P(=O)R
P(OR)3 + BrSiR3 → R3Si–P(=O)(OR)2
Механізм реакції:
Реакцію названо на честь німецького Августа Міхаеліса та російського хіміків Олександра Арбузова